# António Areia
António Areia Rodrigues (født 21. juni 1990 i Lissabon, Portugal) er en portugisisk håndboldspiller, som spiller i FC Porto og på Portugals herrehåndboldlandshold.
Han deltog under EM i håndbold 2020 i Sverige/Østrig/Norge.
Han repræsenterede Portugal ved sommer-OL 2020 i Tokyo, hvor hans hold blev elimineret i gruppespillet.